# Phương trình Tetens
Phương trình Tetens là phương trình để tính toán áp suất hơi bão hòa của nước trên bề mặt nước lỏng và băng. Nó được đặt theo tên của người tạo ra nó là Otto Tetens (1865-1945), một nhà khí tượng học người Đức. Ông công bố phương trình năm 1930, và trong khi tạp chí này khá ít tên tuổi thì phương trình này lại được nhiều nhà khí tượng học và khí hậu học biết đến, do nó tương đối dễ sử dụng và tương đối chính xác ở các nhiệt độ trong phạm vi của các điều kiện thời tiết tự nhiên.

## Công thức
Monteith & Unsworth (2008) đưa ra công thức Tetens cho các nhiệt độ trên 0 °C:
{\displaystyle P=0,61078\times \exp \left({\frac {17,27\times T}{T+237,3}}\right),}
Trong đó:
- Nhiệt độ T tính bằng độ Celsius (°C);
- exp(x) là hàm mũ cơ số tự nhiên (e = 2,718281828459045….).
- Áp suất hơi bão hòa P tính bằng kilopascal (kPa). Theo Monteith & Unsworth thì "Các giá trị của áp suất hơi bão hòa theo công thức Tetens nằm trong phạm vi 1 Pa của giá trị chính xác tới 35 °C."

Murray (1967) đưa ra phương trình Tetens cho các nhiệt độ dưới 0 °C:
{\displaystyle P=0,61078\times \exp \left({\frac {21,875\times T}{T+265,5}}\right).}